# Abîme de la Fage
L'abîme de la Fage est un gouffre du causse de Martel situé dans la commune de Noailles, en Corrèze.

## Spéléométrie
La dénivellation de la cavité est de 27 m pour un développement de 705 m.

## Géologie
Le gouffre s'ouvre dans les calcaires d'âge jurassique moyen à supérieur (Dogger et Malm) du causse de Martel.  

## Description
Les galeries aménagées se divisent en deux ensembles que l'on parcourt successivement ; l'escalier d'accès emprunte le grand aven qui résulte d'un effondrement de la voûte.
La première partie, à gauche, contient de très belles draperies en forme de méduse, d'une grande richesse de coloris. Dans la salle des Orgues, les concrétions sont utilisées comme xylophones. La seconde partie, riche en stalactites et stalagmites, présente également une forêt d'aiguilles pendant du plafond. Dans la dernière salle, des fouilles sont en cours afin de dégager des ossements préhistoriques.

## Faune
Le gouffre est connu pour abriter de nombreuses colonies de chauves-souris (11 espèces en hiver, 4 en été). Il est d'ailleurs classé ZNIEFF au titre de site à chauves-souris, et appartient au Réseau Natura 2000.

## Visite touristique
Le gouffre présente de nombreuses concrétions, il s'agit de la seule cavité ouverte au public de la région du Limousin.
Le développement de la partie aménagée (hors entrée du gouffre) est de 407 mètres, d'après un relevé topographique de type 'flash' réalisé lors d'une visite touristique.